# Austin Acoustic
Die Austin Acoustic (deutsch Austin Akustik) sind ein in der US-amerikanischen Stadt Austin im Bundesstaat Texas beheimatetes Arena-Football-Damen-Team. Sie spielen in der Western Conference der Legends Football League (LFL).

## Geschichte
Am 26. September 2015 wurde zum Mannschaftsaufbau ein erstes Probetraining veranstaltet. Am selben Tag wurde auch der Teamname und das Logo veröffentlicht. Im November 2015 wurde Jericho Harris als erster Head Coach präsentiert. Ihr erstes Spiel verloren sie im Saison-Eröffnungsspiel gegen die Seattle Mist mit 8:44. Das zweite Spiel gegen die ebenfalls neuen New England Liberty gewannen sie mit 41:21. Nachdem sie die letzten beiden Spiele ihrer ersten Saison verloren, beendeten sie die Saison mit einem Sieg und drei Niederlagen, weshalb sie die Play-offs verpassten. Die zweite Saison der Mannschaft verlief noch schlechter als die erste. In der zweiten Saison verlor die Mannschaft alle ihre Spiele und beendete die Saison auf Platz 3 der Division.
2018 konnte sich die Mannschaft als beste Mannschaft ihrer Conference für die Play-offs qualifizieren. Im Conference Championship Game gelang ihnen ein 32:30-Sieg über Los Angeles Temptation, womit sie in ihren ersten Legends Cup einzogen. Dort verloren sie jedoch gegen Chicago Bliss mit 20:28.

## Resultate
| Saison | Siege | Nieder- lagen | Unent- schieden | Platzierung           | Play-off-Ergebnis |
| ------ | ----- | ------------- | --------------- | --------------------- | --- |
| 2019   | 3     | 1             | 0               | 1. 1                  | 39:29-Niederlage gegen Los Angeles Temptation im Halbfinale                                                                 |
| 2018   | 2     | 2             | 0               | 1. Western Conference | 32:30-Sieg gegen Los Angeles Temptation Western Conference Championship 20:28-Niederlage gegen Chicago Bliss Legends Cup IX |
| 2017   | 0     | 4             | 0               | 3. Western Conference | |
| 2016   | 1     | 3             | 0               | 4. Western Conference | |

## Aktueller Kader
| #  | Name                 | Position                                 |
| -- | -------------------- | ---------------------------------------- |
| 1  | Mandy Pena           | Runningback, Cornerback                  |
| 2  | Allie Fan            | Wide Receiver, Cornerback                |
| 3  | Kassandra Bills      | Wide Receiver, Free Safety               |
| 4  | Sasha Cruz           | Tight End, Defensive End                 |
| 5  | Carolina Herrera     | Runningback, Cornerback                  |
| 6  | Chasity Morales      | Wide Receiver, Free Safety               |
| 7  | Michelle Angel       | Quarterback                              |
| 8  | Rachel Washington    | Cornerback, Runningback                  |
| 9  | Maurisa Goldston     | Cornerback, Runningback                  |
| 10 | Teshay Winfrey       | Quarterback, Wide Receiver               |
| 11 | Nicole Peterson      | Center, Defensive End, Middle Linebacker |
| 12 | Misty Gonzales       | Tight End, Defensive End                 |
| 13 | Jerrica Green        | Tight End, Defensive End                 |
| 14 | Kris Daniels         | Strong Safety, Cornerback                |
| 15 | Valeria Quintero     | Middle Linebacker, Runningback           |
| 16 | Gabriell Leae        | Tight End, Defensive End                 |
| 17 | Megan Hanson         | Middle Linebacker, Center                |
| 18 | Christina Villalobos | Runningback, Defensive End               |
| 19 | Brittney Dowdy       | Defensive End, Tight End                 |
| 20 | Courtney Dowdy       | Defensive End, Tight End                 |